# Il cappello di paglia di Firenze
Il cappello di paglia di Firenze (El barret de palla de Florència) és una òpera de Nino Rota amb llibret del mateix compositor i d'Ernesta Rinaldi, basada en l'obra Le chapeau de paille d'Italie d'Eugène Labiche i Marc Michel.
L'òpera es va estrenar al Teatro Massimo de Palerm el 21 d'abril de 1955.

## Personatges
| Personatge                                                                                   | Registre vocal |
| -------------------------------------------------------------------------------------------- | -------------- |
| Fadinard, jove benestant                                                                     | tenor          |
| Nonancourt, camperol ric                                                                     | baix           |
| La baronessa de Champigny                                                                    | mezzosoprano   |
| Elena, filla de Nonancourt                                                                   | soprano        |
| Beaupertuis, marit d'Anaide                                                                  | baríton        |
| Anaide, dona de Beaupertuis                                                                  | soprano        |
| Emilio, tinent                                                                               | baríton        |
| L'oncle Vezinet                                                                              | tenor          |
| La modista                                                                                   | soprano        |
| Un caporal de la guàrdia                                                                     | baix           |
| Un guàrdia                                                                                   | tenor          |
| Felice, servent de Fadinard                                                                  | tenor          |
| Aquiles de Rosalba, dandi                                                                    | tenor          |
| Minardi, violinista                                                                          | mim            |
| Cort de noces, modistes, convidats de la baronessa, guàrdies, habitants de la plaça Troudebì | cor            |

## Sinopsi
Fadinard, el dia del seu casament amb la seva estimada Elena, passeja amb el seu cavall, quan aquest es menja el barret de palla de Florència d'Anaide, la qual estava mantenint una agradable conversa amb Emilio.
Anaide demana un altre barret per no fer posar gelós el seu marit Beaupertuis. Fadinard, llavors, acudeix primer a la modista i després a la baronessa de Champigny, que en té un d'igual. La baronessa però, el confon amb un violinista que hauria d'estar en un concert, i reté Fadinard. Fadinard aconsegueix fer-li entendre la situació, però la baronessa explica que li acaba de donar el seu barret a la seva neboda, la senyora de Beaupertuis. El baró ja comença a sospitar per l'absència de la seva dona.
Fadinard descobreix aleshores que la senyora de Beaupertuis és Anaide. El futur sogre amenaça d'arruïnar les noces i, quan tot sembla perdut, arriba l'oncle sord que presenta el seu regal de noces: un barret de palla de Florència. Anaide pot així tornar a casa i Fadinard es pot casar amb Elena.